# 北畠停留場
北畠停留場（日语：／ Kitabatake teiryūjō */?）是位於日本大阪府大阪市阿倍野區北畠，屬於阪堺電氣軌道上町線的停留場。車站編號為HN05。

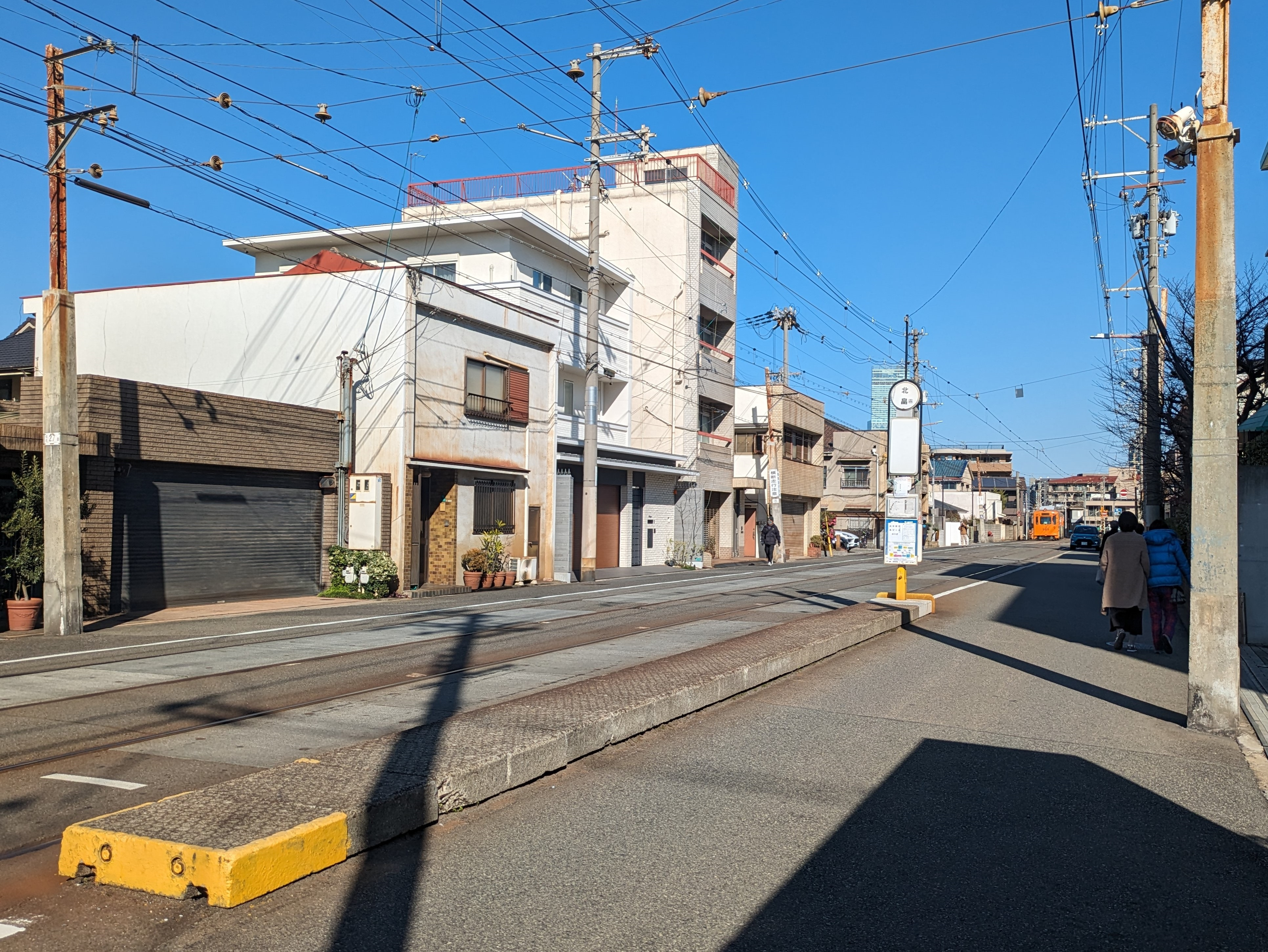
往住吉方向的月台(2024年1月)

### 車站構造
本站為千鳥式月台2面2線的地面車站。

## 相鄰停留場
阪堺電氣軌道
■上町線
東天下茶屋（HN04）－北畠（HN05）－姬松（HN06）